# Александровка (Чуйская область)
Александровка (кирг. Александровка) — село в Московском районе Чуйской области Кыргызстана. Административный центр Александровского аильного округа. Код СОАТЕ — 41708 217 809 01 0.

## География
Село расположено на левом берегу Большого Чуйского канала, на расстоянии приблизительно 6 километров (по прямой) к северо-востоку от села Беловодское, административного центра района. Абсолютная высота — 764 метра над уровнем моря.

## Население
| год     | 2009   | 2014   | 2015   |
| ------- | ------ | ------ | ------ |
| человек | 12 820 | 13 332 | 13 470 |

## Известные уроженцы
- Шиваза, Ясыр Джумазович (1906—1988) — дунганский советский писатель.